# مسبار الذرة

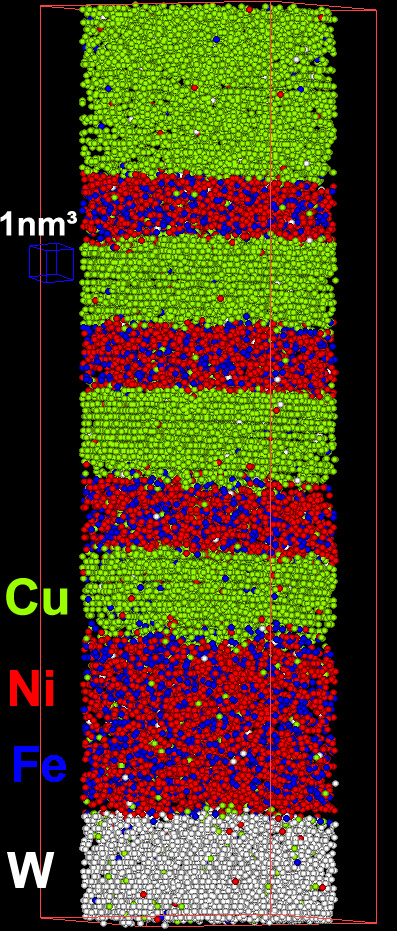
تصور البيانات التي تم الحصول عليها من مسبار الذرة، تمثل كل نقطة موضع الذرة المعاد بناؤه من الأيونات المتبخرة المكتشفة.

تم تقديم مسبار الذرة atom probe في ندوة الانبعاثات الميدانية الرابعة عشرة في عام 1967 من قبل إروين فيلهلم مولر وجاي بانيتز. لقد جمعت بين المجهر الأيوني ومقياس الطيف الكتلي الذي يتمتع بقدرة واحدة على اكتشاف جسيم واحد، ولأول مرة، يمكن لأداة "... تحديد طبيعة ذرة واحدة مرئية على سطح معدني ويتم اختيارها من الذرات المجاورة حسب تقديرها من مراقب العمل". 
تختلف مجسات الذرة عن المجاهر الضوئية أو الإلكترونية التقليدية، حيث أن تأثير التكبير يأتي من التكبير الناتج عن مجال كهربائي شديد الانحناء، وليس من خلال معالجة مسارات الإشعاع. تعتبر هذه الطريقة مدمرة بطبيعتها حيث تقوم بإزالة الأيونات من سطح العينة من أجل تصويرها والتعرف عليها، وتوليد تكبيرات كافية لمراقبة الذرات الفردية أثناء إزالتها من سطح العينة.
من خلال اقتران طريقة التكبير هذه مع وقت قياس الطيف الكتلي، يمكن حساب نسبة الكتلة إلى الشحنة للأيونات المتبخرة عن طريق تطبيق النبضات الكهربائية.
من خلال عملية التبخر المتتابع للمادة، تتم إزالة طبقات الذرات من العينة، مما يسمح بالسبر من خلال المادة نفسها.  تُستخدم طرق عن طريق الحاسوب لإعادة بناء عرض ثلاثي الأبعاد للعينة، قبل أن يتم تبخيرها، وتوفير معلومات النطاق الذري عن بنية العينة، بالإضافة إلى توفير معلومات النوعية الذرية.  تسمح الأداة بإعادة البناء ثلاثي الأبعاد لما يصل إلى مليارات الذرات من طرف حاد (يتوافق مع أحجام العينات التي تتراوح بين 10.000 و10.000.000) نانومتر 3 ).

## الروابط الخارجية
- فيديو يوضح صور الأيونات الميدانية والتبخر الأيوني النبضي[وصلة مكسورة]
- زودت C[ رابط ميت دائم ]AMECA موارد المجتمع بمعلومات الاتصال والأسئلة الشائعة التفاعلية
- MyScope Atom Probe Tomography - بيئة تعليمية عبر الإنترنت لأولئك الذين يرغبون في التعرف على مسبار الذرة المقدم من Microscopy Australia